# Onni Ruokangas
Onni Ruokangas (ur. 13 września 2003) – fiński lekkoatleta specjalizujący się w rzucie oszczepem.
W sezonie 2021 zajął drugie miejsce podczas mistrzostw Europy juniorów oraz był finalistą mistrzostw świata w tej kategorii wiekowej.
Rekord życiowy: 73,06 (17 lipca 2021, Tallinn).  

## Osiągnięcia
| Rok  | Impreza                | Miejsce | Pozycja     | Wynik |
| ---- | ---------------------- | ------- | ----------- | ----- |
| 2021 | Mistrzostwa Europy U20 | Tallinn | 2. miejsce  | 73,06 |
| 2021 | Mistrzostwa świata U20 | Nairobi | 12. miejsce | 63,42 |